# Aristocapsa
Aristocapsa é um género botânico pertencente à família Polygonaceae.